# Кулак Северной Звезды (фильм)
«Кулак Северной Звезды» (англ. Fist of the North Star; США, 1995 год) — фантастический фильм, основанный на одноимённой манге, написанной Буронсоном и проиллюстрированной Тэцуо Хара. Фильм выпускался только на видео в США и Японии, причем в дублировании японской версии принимали участие сэйю, озвучивавшие соответствующих персонажей в аниме.

## Сюжет
Фильм является вольной интерпретацией первых 12 глав манги и рассказывает историю борьбы Кенсиро, последнего мастера смертоносного боевого искусства «Хокуто Синкен», с самопровозглашенным императором нового порядка по имени Син в постапокалиптическом мире.

## В ролях
| Актёр                | Роль              | Оригинальная роль   |
| -------------------- | ----------------- | ------------------- |
| Гэри Дэниелс         | Кенсиро           | англ. Kenshiro      |
| Малкольм Макдауэлл   | Рюкен             | англ. Ryuken        |
| Костас Мэндилор      | Лорд Син          | англ. Lord Shin     |
| Даунтаун Джули Браун | Чарли             | англ. Charlie       |
| Данте Баско          | Бат               | англ. Bat           |
| Трейси Уолтер        | Пол Маккарти      | англ. Paul McCarthy |
| Крис Пенн            | Шакал             | англ. Jackal        |
| Биг Ван Вейдер       | Голиаф            | англ. Goliath       |
| Клинт Ховард         | Сталин            | англ. Stalin        |
| Исако Вашио          | Юлия              | англ. Julia         |
| Тони Халме           | Кемп              | англ. Kemp          |
| Мариса Куглан        | Дженни            | англ. Jenny         |
| Дэвид «Шарк» Фралик  | человек во Дворце | англ. Man at Palace |

## Критика
Критики восприняли фильм неоднозначно и при достаточно низких оценках он нашёл своего зрителя. В положительную сторону отмечаются атмосферные грим и костюмы, в отрицательную — несколько сумбурный, сильно отходящий от оригинала сценарий.